# Mequon
Mequon är en stad (city) i Ozaukee County i Wisconsin i USA. Vid 2010 års folkräkning hade Mequon 23 132 invånare.